# أولغا سليوساريفا
أولغا سليوساريفا (الروسية: Слюсарева, Ольга Анатольевна) مواليد 28 أبريل 1969 في الجمهورية الأوكرانية السوفيتية الاشتراكية، هي متسابقة دراجات روسية. شاركت في دورة الألعاب الأولمبية الصيفية وفازت بميدالية أولمبية.

## الميداليات
| الميدالية | المسابقة                               |
| --------- | -------------------------------------- |
| برونزية   | سباق الدرجات الهوائية في أولمبياد 2004 |
| ذهبية     | سباق الدرجات الهوائية في أولمبياد 2004 |

## روابط خارجية
- أولغا سليوساريفا على موقع الاتحاد الدولي للدراجات (الإنجليزية)
- أولغا سليوساريفا على موقع أرشيف الدراجات (الإنجليزية)
- أولغا سليوساريفا على موقع إحصائيات الدراجات الإحترافية (الإنجليزية)
- أولغا سليوساريفا على موقع نسبة الدراجات (الإنجليزية)
- أولغا سليوساريفا على موقع CycleBase (الإنجليزية)
- أولغا سليوساريفا على موقع أوليمبيديا (الإنجليزية)